# سيركيوس (باد كاليه)
سيركيوس، باد كاليه (بالفرنسية: Serques)‏ هي بلدية تقع في إقليم باد كاليه من منطقة نور با دو كاليه في شمال فرنسا. تبلغ مساحة هذه المدينة 10.43 (كم²)، وترتفع عن سطح البحر 7 م، يبلغ عدد سكانها 1130 نسمة حسب إحصاء المعهد الوطني للإحصاء والدراسات الاقتصادية سنة 2009 م. وترأس Marie Lefebvre البلدية خلال فترة (2008-2014).